# Lijst van oorlogsmonumenten in Nuenen, Gerwen en Nederwetten
De Nederlandse gemeente Nuenen, Gerwen en Nederwetten heeft vier oorlogsmonumenten. Hieronder een overzicht.
| Nr.  | Object                                                                 | Herdachte groep                                                    | Ontwerper      | Onthulling       | Type               | Locatie                               | Plaats | Coördinaten                   | Foto                                                                   |
| ---- | ---------------------------------------------------------------------- | ------------------------------------------------------------------ | -------------- | ---------------- | ------------------ | ------------------------------------- | ------ | ----------------------------- | ---------------------------------------------------------------------- |
| 778  | Monument op de Willem Hikspoorsbrug                                    |                                                                    |                | 1984             | gedenkbord         | Soeterbeek                            | Nuenen | 51° 28' 8" NB, 5° 30' 36" OL  | Monument op de Willem Hikspoorsbrug                                    |
| 951  | Wederopstanding is bevrijding                                          | geallieerde militairen, burgerslachtoffers                         | Martijn Troost | 9 september 1994 | begraafplaats/graf | Parkstraat 69, 5671 GE                | Nuenen | 51° 28' 14" NB, 5° 32' 42" OL | Meer afbeeldingen                                                      |
|      | Plaquette gesneuvelden Easy Company, 506th Parachute Infantry Regiment | geallieerde militairen                                             |                | 15 juni 2005     | plaquette          | hoek Parkstraat / Europalaan, 5671 GE | Nuenen | 51° 28' 14" NB, 5° 32' 42" OL | Plaquette gesneuvelden Easy Company, 506th Parachute Infantry Regiment |
| 3488 | Oorlogsmonument                                                        | militairen in dienst van het Ned. Kon. na 1945, burgerslachtoffers |                | 4 mei 1991       | gedenkmuur         | De Huikert, 5674 RG                   | Gerwen | 51° 29' 32" NB, 5° 33' 50" OL | Oorlogsmonument                                                        |

Alphen-Chaam ·
Altena ·
Asten ·
Baarle-Nassau ·
Bergeijk ·
Bergen op Zoom ·
Bernheze ·
Best ·
Bladel ·
Boekel ·
Boxtel ·
Breda ·
Cranendonck ·
Deurne ·
Dongen ·
Drimmelen ·
Eersel ·
Eindhoven ·
Etten-Leur ·
Geertruidenberg ·
Geldrop-Mierlo ·
Gemert-Bakel ·
Gilze en Rijen ·
Goirle ·
Halderberge ·
Heeze-Leende ·
Helmond ·
's-Hertogenbosch ·
Heusden ·
Hilvarenbeek ·
Laarbeek ·
Land van Cuijk ·
Loon op Zand ·
Maashorst ·
Meierijstad ·
Moerdijk ·
Nuenen, Gerwen en Nederwetten ·
Oirschot ·
Oisterwijk ·
Oosterhout ·
Oss ·
Reusel-De Mierden ·
Roosendaal ·
Rucphen ·
Sint-Michielsgestel ·
Someren ·
Son en Breugel ·
Steenbergen ·
Tilburg ·
Valkenswaard ·
Veldhoven ·
Vught ·
Waalre ·
Waalwijk ·
Woensdrecht ·
Zundert